# Lukoil
 (janvier 2023).
Si vous disposez d'ouvrages ou d'articles de référence ou si vous connaissez des sites web de qualité traitant du thème abordé ici, merci de compléter l'article en donnant les références utiles à sa vérifiabilité et en les liant à la section « Notes et références ».
PJSC Lukoil (russe : Лукойл ; prononcé « Loukoïl ») est le plus grand producteur russe de pétrole. En 2005, il a produit 90,16 millions de tonnes de pétrole et 7,57 milliards de m3 de gaz naturel.

## Histoire

### Création de la société
Le consortium pétrolier d'État LangepasOuraïKogalymneft, Lukoïl (en russe ЛангепасУрайКогалымнефть) a été fondé par décret du Conseil des Ministres de l'U.R.S.S, № 18 du 25 novembre 1991. Dans ce nouveau consortium pétrolier, plusieurs entreprises se sont rassemblées, dont trois spécialisées dans l'extraction de pétrole Langepasneftegaz, Uraineftegaz, Kogalymneftegaz, et d'autres spécialisées dans le raffinage : Permnefteorgsintez, les raffineries de Volgograd et Novoufa. Cette dernière est passée peu de temps après sous le contrôle des autorités de Bachkirie.
Le décret no 1403 du 17 novembre 1992 ouvre la voie à la privatisation de holdings pétroliers. Puis en 1993, la compagnie pétrolière Lukoil est transformée en société par actions et est privatisée petit à petit.

### Les années 1990
En 1994, le processus de privatisation des entreprises publiques commence.
Conformément à la décision du gouvernement russe du 1er septembre 1995, le capital de l'entreprise est confié avec les intérêts à neuf compagnies pétrolières, de distribution et de service, situées en Sibérie Occidentale, en Oural et dans la région de la Volga.
En 1996, Lukoil place des American Depositary Receipts (certificats émis par une banque américaine) sur des fonds de marchés occidentaux. Cette année est aussi marquée par la participation de Lukoil dans le plus grand projet pétrolier d'Azerbaïdjan Shah Deniz, et par le lancement de la construction de tankers.
En 1997, la compagnie russe signe avec le Ministère du pétrole d'Irak un contrat sur l'exploitation et l'extraction du gisement pétrolier Kurna-2. Actuellement, après le renversement du régime de Saddam Hussein, la réalisation du projet est suspendue jusqu'à ce que Lukoil trouve un accord avec le nouveau gouvernement du pays. Lukoil prévoit de remettre à ConocoPhillips une part de 17,5 % dans le projet, ce qui peut relancer les chances de mener à bien ce projet.
Cette même année le groupe Lukoil-neftekhim est créé, et il regroupe les entreprises pétrochimiques Stavrolen, Saratovorgsyntez et Lukor.
En 1999, Lukoil fait plusieurs acquisitions, notamment la raffinerie d'Odessa, la raffinerie Neftokhim Burgas (en Bulgarie), la compagnie ОАО KomiTEK, etc.

### Les années 2000
En 2000, la compagnie russe rachète pour 71 millions de dollars, l'entreprise américaine Getty Petroleum Marketing Inc., acquérant ainsi un réseau de 1 300 station-services aux États-Unis. Cette même année, la compagnie fait l'acquisition de la raffinerie de Kstovo (Norsi-oil), ce qui créé un conflit avec Sibur. Par la suite, Lukoil obtient la raffinerie de Perm, laissant à Sibur les actifs pétrochimiques dans l'oblast de Nijni Novgorod.
En 2001, la compagnie pétrolière fait plusieurs acquisitions dans le domaine de la prospection gazière, ОАО « Yamalneftegazdobycha », ОАО « Arkhangelskgeoldobycha », et la raffinerie de Langepass.
En 2002, Lukoil lance la construction d'un terminal de transbordement de produits pétroliers sur le port de Vysotsk dans l'oblast de Léningrad.
En 2004, Lukoil devient définitivement une compagnie privée, la part de l'État qui s'évaluait à 7,59 % est vendue à la compagnie pétrolière américaine ConocoPhillips pour 1,988 milliards de dollars.
En 2005, Lukoil rachète pour 2 milliards de dollars l'entreprise Nelson Resources, située au Kazakhstan. Cette année, le gisement de gaz naturel de Nakhodka entre en exploitation.
En décembre 2006, Lukoil achète à ConocoPhilipps 376 stations-services Jet dans six pays européens (Belgique, Luxembourg, Finlande, République tchèque, Hongrie, Pologne et Slovaquie).
En avril 2011, Rosneft et Lukoil annoncent la création d'un consortium afin de réaliser des projets communs de prospection et d'exploitation en Arctique, en mer Noire, en mer Caspienne et en mer d'Azov.

### Les années 2020
L'entreprise, dont la production est estimée à 2 % du pétrole brut mondial est touchée par les sanctions contre la Russie mises en oeuvre par les États-Unis à la suite de l'invasion de l'Ukraine  par la Russie en 2022. Mais n'a pas subi de sanctions de la part de l'Union Européenne. En 2023, le chiffre d'affaires de la société s'élevait à près de 28 milliards d'euros. 
En mars 2022, le conseil d'administration de la société privée avait appelé à la fin du conflit en Ukraine. 
En date du 17 mars 2024, quatre responsables sont décédés :
- L'ancien directeur de Lukoil, Alexander Subbotin, 43 ans, a été retrouvé mort le 10 mai 2022[7] dans le sous-sol d'une maison de la ville de Mytishchi, victime d'une crise cardiaque qui aurait été provoquée par un empoisonnement au venin de crapaud[8].
- L'ancien président de l'entreprise, Ravil Maganov, 67 ans, est mort  septembre 2022 après être tombé d'une fenêtre de l'hôpital clinique central de Moscou.
- Vladimir Nekrasov, le président du conseil d'administration de Lukoil, est annoncé décédé le 24 octobre 2023, selon l'entreprise, d'une insuffisance cardiaque à l'âge de 66 ans[9].
- Vitaly Robertus, vice-président, est retrouvé pendu dans son bureau le 14 mars 2024, officiellement, il s'agit d'un suicide[10].

## Actionnaires et direction
En avril 2007, les deux principaux directeurs de l'entreprise reçoivent chacun un paquet d'actions de la compagnie, soit 19,06 % pour Vagit Alekperov et 8,3 % pour le vice-président Léonid Fedoun. La compagnie pétrolière américaine ConocoPhillips possède 20 % dans la compagnie Lukoil. La capitalisation du marché au 22 février 2007 était évaluée à 68,576 milliards de dollars.
Le conseil d'administration comprend onze membres (y compris le président). Sont élus au conseil des directeurs en 2006 : Valery Graifer, Vagit Alekperov; Mikhail Berejnoï, Oleg Koutafin, Ravil Maganov, Kevin Meyers (président de ConocoPhillips), Richard Matzke, Sergueï Mikhailov, Nicolaï Tsvetkov, Igor Cherkounov, Alexandre Chokhin.
En 2006, Vagit Alekperov est nommé président (PDG) de Lukoil pour 5 ans. Touché personnellement par les sanctions britanniques de 2022, il démissionne le 21 avril 2022.
Valery Graifer, directeur de OAO RITEK est nommé président du conseil d'administration de la compagnie à la suite de l'assemblée générale des actionnaires du 28 juin 2006.

## Activités

### Extraction du pétrole et du gaz

#### Réserves d'hydrocarbure
Les réserves prouvées d'hydrocarbure de la compagnie étaient évaluées
au 1er janvier 2007 à 20,36 milliards de barils équivalent pétrole, comprenant 15,93 milliards de barils de pétrole et 26,60 milliards de mètres cubes de gaz (le 1er janvier 2006 elles étaient estimées à 20,33 milliards de barils équivalent pétrole). Lukoil représente 21 % des réserves pétrolières russes et 1,3 % des réserves pétrolières mondiales.
Les réserves probables d'hydrocarbure étaient évaluées quant à elles au 1er janvier 2007 à 12,3 milliards de barils équivalent pétrole (comprenant 8,8 milliards de barils de pétrole et 21,7 billions de pieds cubes). Les réserves possibles sont évaluées à 6 milliards de barils équivalent pétrole (comprenant 4,3 milliards de barils de pétrole et 10,5 milliards de pieds cubes).
Plus de la moitié des réserves de Lukoil est concentrée en Sibérie occidentale (district autonome de Khantys-Mansis). Presque la moitié des réserves de gaz naturel se trouve dans les gisements situés sur la péninsule Gdanski (district autonome de Iamalo-Nénétsie).
Au 1er octobre 2005, Lukoil comptait 26 626 puits de pétrole en exploitation, 4 532 puits non exploités soit 17 % des puits. Par rapport au début de l'année 2005, l'exploitation a augmenté de 124 puits, et les gisements non exploités ont baissé de 209 puits. La compagnie pétrolière comptait aussi au 1er octobre 2005 133 puits de refoulement de plus qu'en 2004.

#### Projets sur le territoire russe
Dans le cadre d'une alliance stratégique, le 1er juillet 2005, Lukoil et ConocoPhillips ont créé une coentreprise Narianmarneftegaz, dans le but de développer les gisements pétroliers situés dans la province Timano-Pechora dans la partie nord-européenne de la Russie. La part de Lukoil est de 70 % et celle de ConocoPhillips 30 %.

#### Projets à l'étranger
Lukoil participe à la réalisation de seize projets sur les territoires des pays suivants : 
- Azerbaïdjan (D-222 (Ialama), Shah Deniz);
- Kazakhstan (Tengiz, Karachaganak etc.);
- Ouzbékistan;
- Égypte (Meleya, bloc WEEM, Geisum occidental, Северо-Восточный Geisum Nord-Est);
- Irak (Kourna);
- Iran (Anaran);
- Colombie (projet « Condor » en collaboration avec la compagnie publique colombienne Ecopetrol);
- Venezuela (bloc Junin 3);
- Arabie saoudite.

### Transformation du pétrole et du gaz

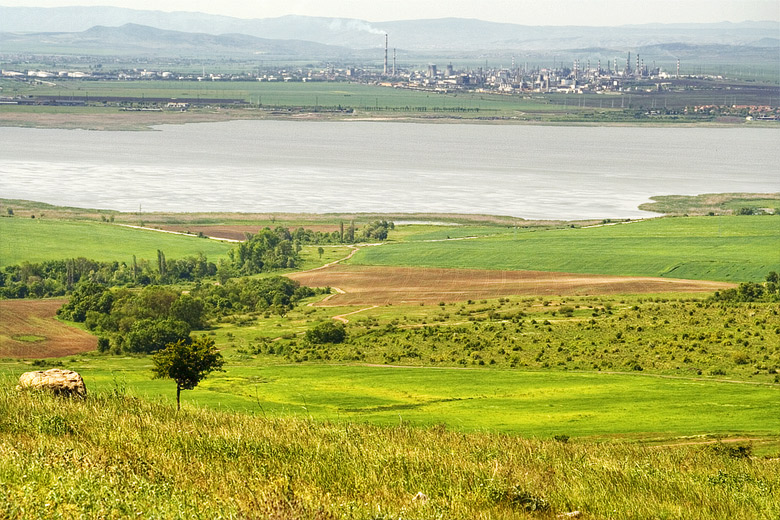
Panorama de Neftochim Bourgas en Bulgarie

Lukoil possède sept raffineries d'une capacité totale de 58,5 millions de tonnes par an, y compris les trois raffineries à l'étranger : celle d'Odessa (3,6 millions par an), celle en Roumanie Petrotel (2,4 millions de tonnes) et la raffinerie bulgare Neftokhim Burgas (7,5 millions de tonnes). En Russie, les raffineries de Volgograd, Kstovo, Perm et Oukhta appartiennent à Loukoil.
En 2007, les raffineries de Lukoil ont produit 52,164 millions de tonnes de pétrole, y compris les usines russes qui ont produit 42,548 millions de tonnes.
Présent à une conférence de presse à New York le 18 octobre 2006, le PDG Vagit Alekperov a déclaré que Lukoil refusait la construction d'une nouvelle raffinerie en Russie. Selon lui, ce projet aurait été irrationnel et coûteux.
Lukoil prévoit de construire en Kalmoukie un immense complexe pour l'exploitation de gaz naturel, qui exploitera le gisement au nord de la Caspienne. Le coût total de cette construction est estimé à plus de 3 milliards de dollars, les travaux sont prévus commencer en 2008.
| Pays     | Nom                              | Lieu            | Année de lancement | Année d'acquisition | Capacité, million de tonnes |
| -------- | -------------------------------- | --------------- | ------------------ | ------------------- | --------------------------- |
| Russie   | ЛУКойл-Нижегороднефтеоргсинтез   | Kstovo          | 1958               | 2000                | 15,0                        |
| Russie   | ЛУКойл-Пермнефтеоргсинтез        | Perm            | 1958               | 1991                | 12,0                        |
| Russie   | ЛУКойл-Волгограднефтепереработка | Volgograd       | 1957               | 1991                | 9,9                         |
| Russie   | ЛУКойл-Ухтанефтепереработка      | Oukhta          | 1934               | 2000                | 3,7                         |
| Ukraine  | ЛУКойл-Одесский НПЗ              | Odessa          | 1937               | 1999                | 3,6                         |
| Bulgarie | Lukoil Neftochim Bourgas         | Bourgas         | 1964               | 1999                | 7,5                         |
| Roumanie | Petrotel-LUKOIL                  | Ploieşti        | 1904               | 1998                | 2,4                         |
| Italie   | ISAB*                            | Priolo Gargallo | 1975               | 2008*               | 16,0*                       |
| Pays-Bas | TRN*                             | Flessingue      | 1973               | 2009*               | 7,9*                        |

- Détient 49 % des parts d'ISAB, les 51 % restants appartenant au groupe italien ERG
- Détient 45 % des parts de TRN (Zeeland Refinery à partir du 1er octobre 2011), les 55 % restants appartenant au groupe français TOTAL[12]

### Pétrochimie
L'entreprise Lukoil dirige les combinats Stavrolen (Boudionnovsk), Saratovorgsintez, Karpatneftekhim (Kalouch, Ukraine). Lukoil est le plus grand producteur d'alcènes, polyéthylènes et d'acrylonitriles (matières premières pour la production de fibres synthétiques) en Europe Orientale. Lukoil possède aussi conjointement avec Sibur le bloc de contrôle des actions du combinat « Polief ».
En 2005, les compagnies pétrochimiques de Lukoil ont produit 1,8 million de tonnes de production y compris 402 000 de tonnes de polyéthylène, 128 000 de tonnes d'acrylonitrile. De plus, la raffinerie bulgare de Lukoil a produit 372 500 de tonnes de production pétrochimique.
Le projet le plus important de Lukoil en matière de pétrochimie est la construction du complexe gazochimique de Caspienne (On prévoit qu'il utilisera les ressources en gaz naturel et gaz condensé, extrait par la compagnie sur la plateau continental de la mer Caspienne). On suppose que la compagnie va débiter une énorme production, incluant les produits comme le polyéthylène, polypropylène, etc.

### Transport
Le transport du pétrole, extrait par Lukoil en Russie est réalisé en grande partie par les pipelines de Transneft, ainsi que par chemin de fer et sur l'eau. Le pétrole, extrait des gisements de l'entreprise situés au Kazakhstan est transporté par les pipelines du Consortium du pipeline de la Caspienne (CPC).
Lukoil possède une des terminaux pour le pétrole et les produits pétroliers, utilisés pour leur exportation : 
- Le terminal au port de Vysotsk (golfe de Finlande, mer Baltique) d'une capacité de 10,7 millions de tonnes de pétrole et de produits pétroliers par an.
- Le terminal de Vblizi (mer de Barents) d'une capacité de 1,5 million de tonnes de pétrole par an — utilisé pour l'expédition de pétrole, extrait dans la province pétrogazière Timano-Petchorski.
- Le terminal au port de Svetly sur la mer Baltique (oblast de Kaliningrad) d'une capacité de 6 millions de tonnes de pétrole et de produits pétroliers.
- Le terminal d'Astrakhan dans le village d'Ilinka (oblast d'Astrakhan) d'une capacité de 2 millions de tonnes de pétrole et de produits pétroliers.

### Chiffres
En 2006, Lukoil a extrait 95,2 millions de tonnes et a transformé 53,87 millions de tonnes de pétrole.
Les exportations de pétrole en 2005 sont évaluées à 45,82 millions de tonnes (y compris, à l'aide du système de Transneft, 38,5 millions de tonnes), et les exportations de produits pétroliers à 16,6 millions de tonnes.
En 2006, Les recettes se montaient à 67,684 milliards de dollars (en 2005 elles étaient de 56,2 milliards), le bénéfice net à 7,484 milliards de dollars (6,4 milliards en 2005) et l'EBITDA à 12,299 milliards de dollars (10,4 milliards  en 2005).

### Réseau de vente

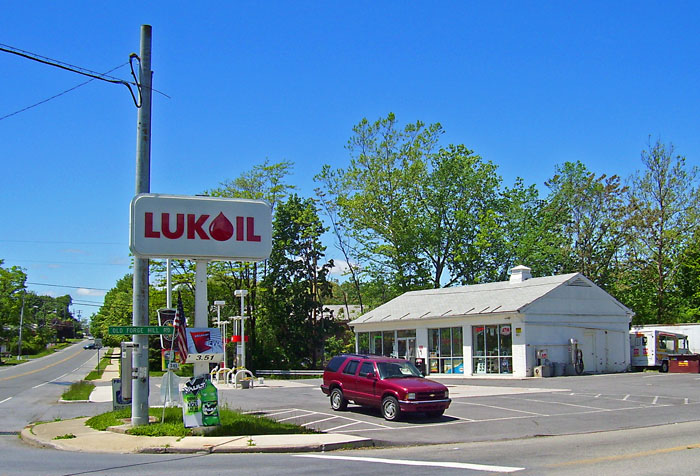
Station-service de Lukoil aux États-Unis

Le réseau de vente de produits pétroliers de Lukoil couvre vingt pays dont la Russie, des pays de l'ex-URSS  (Azerbaïdjan, Biélorussie, Géorgie, Moldavie, Ukraine), d’Europe (Bulgarie, Croatie, Hongrie, Italie, Chypre, Turquie, Macédoine, Lettonie, Lituanie, Pologne, Serbie, Roumanie, Estonie, Finlande, Belgique, Luxembourg) et des États-Unis. Le réseau compte plus de 6 000 stations (y compris les stations franchisées).
Les stations du groupe LUKOIL sont actives sous trois marques : LUKOIL, Teboil et Getty. En 2007, Lukoil a racheté un réseau de 376 stations-services appartenant à ConocoPhillips dans 7 pays, à savoir la Belgique, le Luxembourg, la Tchéquie, la Slovaquie, la Pologne, la Hongrie et la Finlande.

## Politique sociale

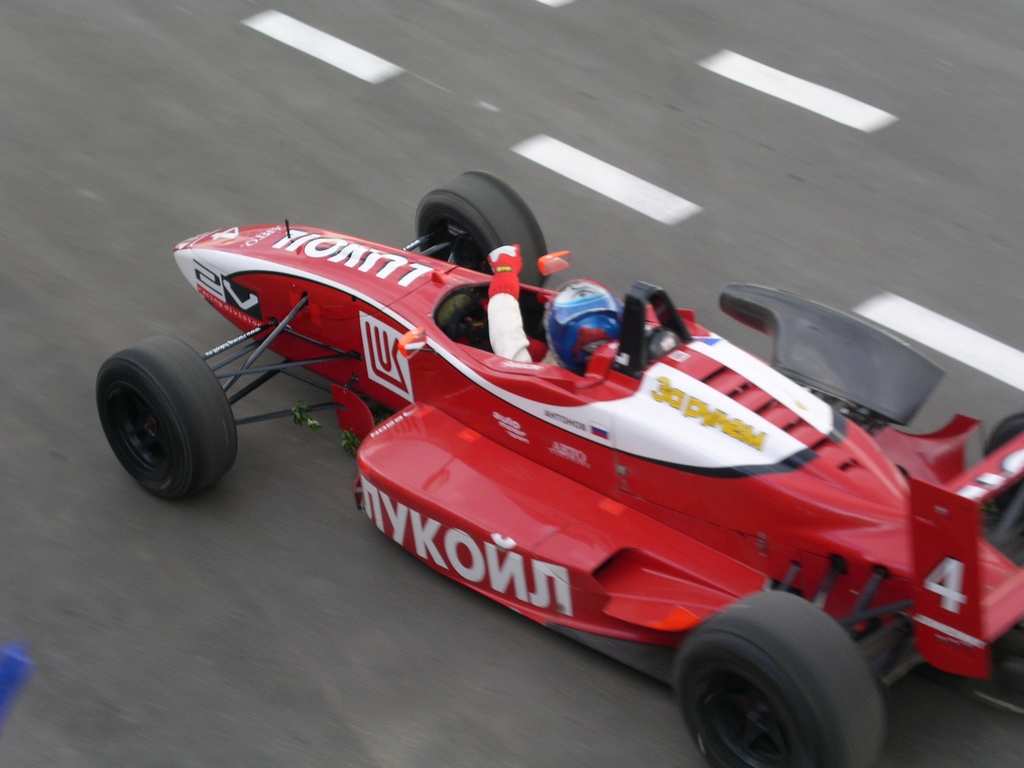
Mikhail Antonov au volant du bolide de la série Formula F1600 pour l'équipe Lukoil Racing Team

Les entreprises de Lukoil exercent un grand impact social, et en particulier dans les régions pétrolifères. Le nombre d'employés de la compagnie et des membres de leur famille dans l'effectif total de la population des villes s'établit à : Languepas - 42,7 %, Ouraï -29,5 %, Kogalym - 37,4 % (2004). La balance de la compagnie comporte une série d'instituts éducatifs, médicaux et d'hygiène. En 2002, le Code Social d'OAO Lukoil a été mis en place.

### Lukoil et le sport
La compagnie est un des sponsors du club de football Spartak Moscou. De plus, Lukoil possède une équipe automobile, le Lukoil Racing Team, une des équipes leader en sport automobile national. La compagnie sponsorise aussi une des équipes russes de speedway (ville Oktiabrski), discipline motocycliste sur terre battue.
De plus, Lukoil est aussi le mécène de plusieurs équipes régionales dans divers sports, et la compagnie soutient également le Comité des Jeux Olympiques de Russie.
En dehors de la Russie, Lukoil sponsorise différents collectifs sportifs dans tous les pays, où elle conduit son activité. En particulier aux États-Unis, où la compagnie sponsorise depuis 2006 l'équipe de hockey les Flyers de Philadelphie et celle de baseball les Phillies de Philadelphie. Depuis 2007, Lukoil est aussi le sponsor de l'équipe de hockey les Devils du New Jersey, celle de football américain les Eagles de Philadelphie, celle de baseball Trenton Thunder. En 2007, Lukoil investit dans le sport aux États-Unis plus de 1,6 million de dollars.
La compagnie sponsorise aussi les clubs de foot Rapid en Roumanie et Zimbru en Moldavie, elle soutient aussi la fédération nationale de sport en Ukraine, le club masculin Lukoil Academic et le club féminin Lukoil Neftochimic de basket-ball bulgare, un club acrobatique, de volley-ball, d'aviron et également le club de sport de combat Lukoil-Ikken.

## Critiques
L'association des compagnies de pétrole Assoneft critique Lukoil et les organes au pouvoir de la république des Komis d'attribuer des avantages fiscaux aux compagnies pétrolières de la région, qui doivent répondre aux conditions suivantes : extraire au minimum 7 millions de tonnes de pétrole par an et/ou traiter au minimum 3 millions de tonnes. Seulement deux entreprises répondent à ses conditions : ce sont « Lukoil Komi » et « Lukoil Oukhaneftepererabotka ». En mars 2007, le service fédéral antimonopole de Russie a alerté le conseil d'État des Komis sur la violation du paragraphe 1 de l'article 15 de la loi sur « le droit à la concurrence » qu'il limitait la concurrence sur le marché du pétrole.

## Responsabilité environnementale

### Responsabilité climatique
En 2017, l'entreprise Lukoil est identifiée par l'ONG Carbon Disclosure Project comme la quatrième entreprise privée émettant le plus de gaz à effets de serre dans le monde.

### Accidents
Fin avril 2002, dans la région du bourg de Yougo-Kamsky (Krai de Perm), un incident a provoqué l'éclatement de l'oléoduc de Perm-Almétievsk, appartenant à la société Lukoil-Permnefteproduct. Cet accident a provoqué une fuite et 100 tonnes de gazoil se sont déversées.